# Wan Chai (MTR)
Wan Chai (traditioneel: 灣仔) is een metrostation van de Metro van Hongkong. Het is een halte aan de Island Line. 